# Anisacate fuegianum
Anisacate fuegianum là một loài nhện trong họ Amaurobiidae. Chúng được Eugène Simon miêu tả năm 1884.

## Phân loài
- Anisacate fuegianum bransfieldi, Usher, 1983